# Silene viscosa
Silene viscosa è una specie di pianta da fiore della famiglia delle Caryophyllaceae. È originaria delle aree temperate fresche dell'Europa orientale, della Siberia occidentale e dell'Asia occidentale e centrale ed è stata introdotta in Germania. L'analisi molecolare mostra che contiene due lignaggi genetici altamente divergenti. Esiste un lignaggio occidentale e un lignaggio orientale, suggerendo che una sia una specie criptica.